# Telefon Hírmondó

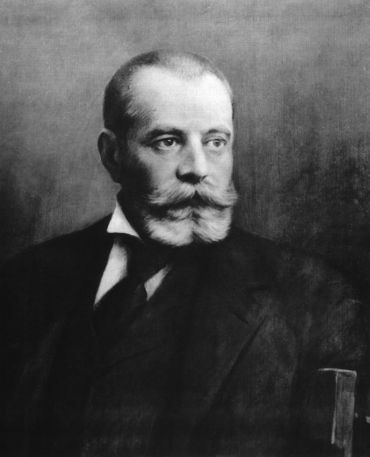
Tivadar Puskás (1844-1893), o fundador do Telefon Hírmondó.

O Telefon Hírmondó (também denominado Telefonhírmondó) foi um "jornal telefônico" localizado em Budapeste, na Hungria, que, a partir de 1893, forneceu notícias e entretenimento aos assinantes através de linhas telefônicas. Ele foi tanto o primeiro quanto o mais duradouro dos jornais telefônicos, ainda que a partir do final de 1925 até sua extinção em 1944 tenha sido utilizado basicamente para retransmitir programas transmitidos por uma estação de rádio local.
Três décadas antes do desenvolvimento da rádio, o Telefon Hírmondó foi o primeiro serviço que proporcionou uma grande gama de programação falada e musical a público diversificado. Embora seu inventor tenha imaginado uma eventual expansão nacional ou internacional, as limitações técnicas da época, em última análise, limitam a sua área de serviço apenas para a cidade de Budapeste e seus arredores.

## História
O Telefon Hírmondó foi fundado por Tivadar Puskás (alguns contemporâneos traduziam seu nome como "Theodore Buschgasch"), um engenheiro e inventor que trabalhou com Thomas Edison. Tendo em vista o crescente ritmo de vida, principalmente nas grandes cidades, Puskás reconheceu que os jornais diários, mesmo com várias edições, já não podiam mais manter-se a par com o desenrolar dos acontecimentos. Ele decidiu que esse problema pode ser corrigido através da introdução de uma fonte de notícias via áudio.
Inicialmente, o escritório do Telefon Hírmondó situava-se na Rua Magyar, 6. O sistema começou a operar em 15 de fevereiro de 1893, com cerca de 60 assinantes, tendo sido inaugurado com uma mensagem de Puskás, que afirmou:
 
Para as transmissões iniciais, as pessoas que já tinham telefones ligavam para o Telefon Hírmondó para ouvir boletins a cada hora.

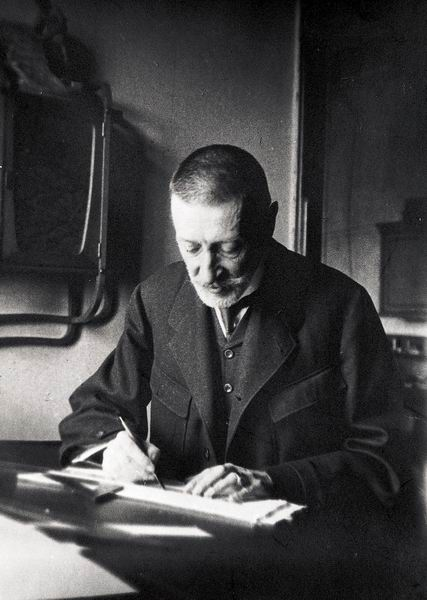
Emile von Szveties

Neste momento os jornais publicados no Império Austro-Húngaro tinham de ser autorizados pelo governo. As leis de imprensa contemporâneas não se aplicavam a um jornal telefônico e funcionários do governo desconfiavam de que o Telefon Hírmondó pudesse vir a se desenvolver numa "importante ferramenta de poder", que poderia potencialmente ser usada para rapidamente espalhar informações estratégicas, políticas e sociais. O Telefon Hírmondó havia iniciado suas operações com base em uma  aprovação verbal informal, a fim de demonstrar a viabilidade do projeto. Após duas semanas bem-sucedidas de operação, em 2 de março de 1893, Puskás enviou uma carta para Béla Lukács, o ministro do comércio húngaro, solicitando autorização formal para gerir seu "jornal", de acordo com as disposições da Lei Nº. XXXXI de 1888. Foi incluído um pedido para que fosse atribuído um período de 50 anos de direitos exclusivos para a operação do sistema, ainda que o governo não estivesse disposto a aprovar esta parte do pedido.
Tividar Puskás faleceu em 16 de março de 1893, apenas um mês após o Telefone Hírmondó ter sido lançado. Seu irmão, Albert Puskás, assumiu a responsabilidade pela empresa, mudou o centro de operações para a Rua Ersébet, 24, e retomou as conversas com o governo para obtenção da autorização formal. Foram incluídas na discussão os impostos a serem pagos ao governo, além de limites sobre os lucros. Além disso, em função de o projeto inicial ter assinantes que usavam seus telefones para ligar para o Telefone Hírmondó, havia uma questão a respeito de quanto a companhia telefônica deveria ser remunerada pela utilização de suas linhas.
Enquanto essas negociações estavam em andamento, Albert Puskás vendeu o Telefon Hírmondó, juntamente com os direitos de patente, a um engenheiro local, István Popper, que em 26 de setembro de 1894, aceitou as condições propostas por autoridades do governo para obter a autorização. A permissão para operar incluía a determinação de que a equipe do Telefon Hírmondó redigisse as notícias com antecedência e as assinasse pelo gerente e pelo locutor, com cópias das páginas sendo enviadas três vezes ao dia ao Procurador Real de Budapeste e ao Departamento de Polícia, mais um envio aos ministérios envolvidos no dia seguinte.
Popper tornou a companhia O Telefonhírmondó uma Sociedade por Ações, modernizou seu equipamento e ampliou o leque de programas. Em outubro de 1894, os escritórios foram mudados paraa Rua Kerepesi, 22, com Emile von Szveties atuando como diretor técnico. A empresa também construiu sua própria rede de comunicação em sentido único, independente da companhia telefônica local, a fim de fornecer serviço contínuo aos assinantes.

## Tecnologia
Em 1892, Puskás patenteou, no Império Austro-húngaro, um tipo de central telefônica, que incluía o relé usado para transmitir via telefônica sons para vários locais, descrevendo sua invenção como "Um novo método de organização e montagem de um jornal telefônico". Patentes adicionais foram recebidas internacionalmente, incluindo uma concessão canadense, emitida em 1893, que caracterizava a invenção como um "Distribuidor Telefônico de Notícias".
Inicialmente, o Telefon Hírmondó usava linhas de telefone fornecidas pela companhia telefônica local para distribuir seus programas. Mais tarde recebeu a permissão de operar suas próprias linhas, e, sob a orientação de seu diretor técnico, Nándor Szmazsenka, construir uma rede, que dividiu Budapeste em vinte e sete distritos. Começando com 43 milhas (69 km) de fio, o sistema posteriormente se expandiu para 372 quilômetros (599 km) em 1901, e para 1 100 milhas (1 800 km) em 1907. Vinte e sete fios de cobre corriam de receptores de microfone na Casa de Ópera para o escritório central, onde a corrente passava através de um dispositivo patenteado que amplificava o som. Um fio corria para cada distrito, com ramais para as residências e comércios dos assinantes, cuja distribuição para havia sido regulada por outro dispositivo patenteado.
O sistema de válvulas amplificadoras não seria desenvolvido até a década de 1910 e havia escassez de meios para a produção de sinais de forte o suficiente para ser ouvida em todo o sistema. Portanto, para transmitir a notícia, locutores, especialmente com vozes potentes — conhecidos como estentores — foram contratados e instruídos a falar com a maior força possível em microfones duplos especialmente projetados para essa finalidade.
As instalações domésticas normalmente consistiam de dois fones de ouvido de aparelhos telefônicos conectados a fios longos e flexíveis. Um assinante podia ouvir o conteúdo usando os fones de ouvido, ou, alternativamente, duas pessoas podiam ouvir cada um usando um único fone de ouvido. Um barulho de campainha, forte o suficiente para ser ouvido em uma sala, mesmo quando os receptores não estavam sendo usados, foi criado para chamar a atenção para anúncios importantes. O autor norte-americano Thomas Denison, que visitou Budapeste, em 1901, constatou que a transmissão oral de notícias era "altamente satisfatória", mas que a qualidade do áudio para programas musicais, seja vocal ou instrumental, "ainda deixava algo a desejar."

## Operação
Os assinantes recebiam guias de programação detalhando o conteúdo diário, que podiam ser afixados à parede, acima dos receptores. O serviço jornalístico começou com um boletim de notícias e resumos dos jornais locais. A programação vespertina era composta por "histórias curtas e divertidas", "inteligência esportiva" e conteúdos interprogramas diversos. Havia boletins de notícias a cada hora para que havia perdido os boletins anteriores. À noite, a programação consista de conteúdo teatral, operístico, recitais de poesia, concertos, palestras e aulas de idiomas (em inglês, italiano e francês).
Thomas S. Denison escreveu em 1901 que o serviço se iniciava às 10 e meia da manhã, e, geralmente, encerrava-se por volta das 10 e meia da noite, não obstante eventos ocasionais que se estendessem até mais tarde. Informações sobre a bolsa de valores eram exibidas nos seguintes horários: 10:00 às 10:30, 11:00 às 11:15, 11:30 às 11:45 e depois em mais relatórios à tarde. Boletins sobre o Reichsrath (o Poder Legislativo do Império Austro-Húngaro) e as notícias de política em geral eram dados às 11:45 ao meio-dia; nos períodos sem sessões, este período eram preenchido por boletins de notícias gerais e estrangeiros. Às 13:30 e a às 18:00, era fornecido um breve resumo das notícias. Das 17:00 às 18:00 era a hora dos concertos, da crítica literária e dos eventos esportivos, etc. Aos domingos havia uma programação especial: notícias das 11:00 às 11:30 e um concerto de 16:30 às 18:00 PM. Às quintas-feiras havia um concerto infantil às  18:00.
W. G. Fitzgerald declarou o seguinte cronograma de um dia típico programa em 1907:
| Das                                     | Às                                      | Programação (1907)                                                                                       |
| --------------------------------------- | --------------------------------------- | --- |
| 9:00                                    | 9:00                                    | Hora certa astronômica                                                                                   |
| 9:30                                    | 10:00                                   | Leitura das notícias de Viena e do estrangeiros e dos conteúdos principais divulgados pela imprena local |
| 10:00                                   | 10:30                                   | Informações da bolsa de valores local.                                                                   |
| 10:30                                   | 11:00                                   | Conteúdo da imprensa local diária.                                                                       |
| 11:00                                   | 11:15                                   | Notícias gerais e financeiras.                                                                           |
| 11:15                                   | 11:30                                   | Notícias locais, teatrais, musicais e esportivas.                                                        |
| 11:30                                   | 11:45                                   | Notícias de Viena.                                                                                       |
| 11:45                                   | 12:00                                   | Notícias parlamentares, provinciais e do estrangeiro.                                                    |
| 12:00                                   | 12:00                                   | Hora certa astronômica.                                                                                  |
| 12:00                                   | 12:30                                   | Últimas notícias gerais, legislativas, judiciais, políticas e militares.                                 |
| 12:30                                   | 13:00                                   | Notícias do meio do dia.                                                                                 |
| 13:00                                   | 14:00                                   | Repetição das notícias de maior interesse.                                                               |
| 14:00                                   | 14:30                                   | Telegramas estrangeiros e últimas notícias.                                                              |
| 14:30                                   | 15:00                                   | Notícias locais e parlamentares.                                                                         |
| 15:00                                   | 15:15                                   | Relatórios.                                                                                              |
| 15:15                                   | 16:00                                   | Boletim meteorológico, notícias parlamentares, jurídicas, teatrais, musicais, de moda e esportivas.      |
| 16:00                                   | 16:30                                   | Notícias gerais.                                                                                         |
| 16:30                                   | 18:30                                   | Bandas regimentais.                                                                                      |
| 19:00                                   | 20:15                                   | Ópera.                                                                                                   |
| 20:15 (depois do primeiro ato da ópera) | 20:15 (depois do primeiro ato da ópera) | Notícias de Nova Iorque, Frankfurt, Paris, Berlim, Londres e outros centros de negócios.                 |
| 20:30                                   | 21:30                                   | Ópera.                                                                                                   |

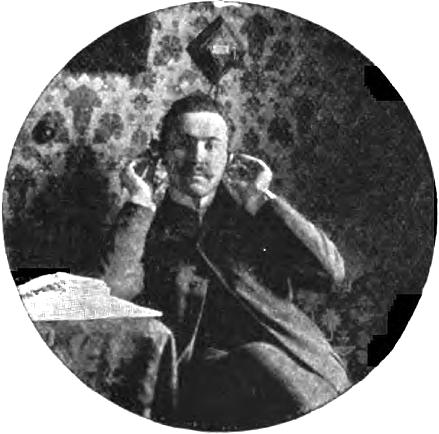
Home subscriber, listening through two earphones that are connected to the diamond-shaped wall panel directly behind him. (1901)

Além disso, palestras e concertos feitos especialmente para as crianças eram transmitidos uma vez por semana, e as informações de todos os páreos húngaros e austríacos nas corridas de cavalos eram informados assim que os resultados fossem conhecidos.

Embora o Telefon Hírmondó tivesse muito em comum com a publicação de jornais, não havia nele manchetes ou editoriais. O editor assumir a responsabilidade pelo jornal telefônico, em caso de ação judicial por difamação. Por volta de 1901, havia duas ou três ações judiciais contra o editor e ele havia ganho todos os casos. As notícias eram trocadas com os demais jornais da cidade: os editores e gestores de Telefon Hírmondó recebiam as mesmas cortesias concedidas aos jornais, tais como passes e bilhetes gratuitos.

## Pessoal
Em 1901, o Telefon Hírmondó empregava por volta de 180 pessoas durante o inverno e 150 no verão. A equipe consistia de um gerente de negócios, um editor-chefe, quatro editores adjuntos e nove repórteres. As únicas mulheres entre os funcionários eram as que cantavam nos concertos. Nessa época, o serviço empregava seis locutores ("estentores") no inverno: quatro para o serviço regular e dois suplentes. Devido ao esforço necessário para falar em voz alta aos transmissores, os leitores revezavam-se a cada dez minutos. Os estentores tinham vozes fortes e claras vozes para manter a clareza do som para a transmissão através das linhas de telefone. No verão, quatro locutores eram o bastante. Nos casos onde havia apenas dois estentores de plantão, eles se revezavam a cada meia hora, no máximo. Em 1907, o sistema tinha uma equipe de mais de duas centenas de pessoas, incluindo dois gerentes de negócios, dois editores-chefes, seis subeditores, doze jornalistas e oito locutores.

## Assinantes
O "Telefon-Hirmondo" mostrou-se uma dádiva para esta grande cidade. Ele oferece notícias de grande importância ao público rapidamente que qualquer jornal diário possa fazer. É o deleite das mulheres e das crianças e um entretenimento real aos enfermos em suas casas, aos pacientes nos hospitais, aos cegos e àqueles que não têm tempo ou dinheiro para ir ao teatro, ao cinema ou à ópera.

— W. G. Fitz-Gerald, Scientific American 1907.
O Telefon Hírmondó iniciou suas operações em 1893 com 60 assinantes, um total que cresceu para 700 em 1894, 4.915 em 1895, 7.629 em 1899, por volta de 6.200 em 1901, aproximadamente 15.000 em 1907. Dentre os assinantes estavam o imperador Francisco José, o primeiro-ministro barão Banffy e todos os membros do gabinete húngaro, o autor Mór Jókai e o prefeito de Budapest. O Hírmondó tinha grande apelo junto à classe dos intelectuais. Os principais hotéis da capital húngara também assinavam o serviço e disponibilizavam o uso gratuitamente. O jornal telefônico também podia ser encontrado em outros lugares, tais como salas de espera de consultórios médicos e odontológicos, barbearias, cafés e restaurantes.

## Modelo de negócios
Em 1901, as despesas do jornal variavam entre 9000 e 10000 coroas por mês (uma coroa equivalia a cerca de 42 centavos de dólar na época). Os encargos fixos (telegramas, salários, aluguel, etc.) chegavam a 7000 coroas mensais, variando de acordo com as estações do ano.
A assinatura anual do serviço custava 18 coroas – o preço de 10 kg de açúcar ou de 20 kg de café em Budapeste à época). Um receptor era instalado na casa do assinante às custas da companhia. O assinante era obrigado a assegurar o mínimo de um ano de assinatura, sendo um terço deste valor entregue no ato da instalação. Os pagamentos seguintes ocorriam no final dos quadrimestres subsequentes.
Mensagens publicitárias curtas eram inseridas entre as notícias, de modo a aumentar a atratividade para os anunciantes. Em 1901, os anunciantes eram cobrados à razão de uma coroa por um anúncio de 12 segundos. O sistema também experimentou receptores localizados em locais públicos, operados por moedas de 20-Fillér (centavos/cêntimos).
Na década de 1920, à empresa foi concedido o direito de estabelecer a primeira emissora de rádio em Budapeste, que entrou em funcionamento em 1 de dezembro de 1925. As operações conjuntas foram intituladas como Magyar Telefon Hirmondó és Rádió. Os serviços foram oferecidos em paralelo durante algum tempo, por ondas de rádio e cabos telefônicos. Em 1930, o Telefon Hírmondó começou a prestar a outros serviços e contava 91.079 assinantes. Durante a II Guerra Mundial, a rede de cabos foi destruída, o que o cabo de rede foi destruída, resultando na cessação do serviços do jornal telefônico.

## Desenvolvimentos derivados
A tecnologia do Telefon Hírmondó foi patenteada em alguns países e em 1910, os direitos de seu uso foram licenciados para o estabelecimento do Araldo Telefonico em Roma, na Itália. Em 1914, o Araldo Telefonico superou 1.300 assinantes. O serviço foi interrompido durante a Primeira Guerra Mundial, e foi relançado em 1922, sob o nome de Fonogiornale.
Manley M. Gillam, um ex-diretor de publicidade do New York Herald, teve contato com Telefon Hírmondó em viagem pela Hungria e depois veio a obter direitos nos Estados Unidos. Em 1909, ele estabeleceu a United States Telephone Herald Company, que fomentou a criação de empresas afiliadas em todos os Estados Unidos. Duas das operações chegaram à fase comercial, ainda que por pouco tempo: a New Jersey Telefone Herald Company, localizada em Newark, Nova Jersey, de 1911 a 1912, e o Oregon Telefone Herald Company, localizada em Portland, Oregon, entre 1912 a 1913.

## Legado
Há opiniões divergentes se o Telefon Hírmondó deve ser considerado a primeira operações de broadcasting, em parte devido a diferentes definições do termo, incluindo diferenças semânticas, envolvendo questões como o tamanho do público-alvo, a cobertura geográfica, e se a transmissão se dá por fio ou sem fio. Outro fator é a evolução contínua das tecnologias utilizadas para a distribuição eletrônica de notícias e entretenimento, incluindo a introdução do rádio no início dos anos 1920, seguido dos sistemas com fio, tais como a TV a cabo, e, ainda mais tarde, por abordagens híbridas, tais como o streaming de áudio através da Internet.
O artigo de 1929 do Chicago Daily News de artigo que analisou a história do Telefone Hírmondó afirmou que a introdução de seu serviço de qualifica como "como a primeira radiodifusão". Em 1967, ao rever a história da organização distribuída de áudio em geral, David L. Woods, concluiu que "O jornal telefônico de Budapeste marcou a primeira operação regular de broadcasting." No entanto, uma análise datada de 1977 acerca das "estações mais antigas", feita por Joseph E. Baudino e John M. Kittross, desconsiderou a conclusão de Woods, eliminando explicitamente o Telefon Hírmondó, explicando que: "Nós preferimos nos limitar à rádio difusão".
Andrew Orlowski considerou o serviço do Telefon Hírmondó como "um antecedente histórico" do WAP e dos serviços de dados móveis. Carolyn Marvin declarou que o Telefon Hírmondó pode ser visto como um "protossistema de radiodifusão", e An Nguyen notou que o conteúdo jornalístico do jornal telefônico enquadra-se na definição de jornal online, uma vez que o conteúdo era entregue através de uma rede de comunicação ponto-a-ponto apenas para usuários selecionados.
Utilizando notícias e peças literárias e musicais, transmitidas através do Telefone Hirmondó em 1897, Első Pesti Egyetemi Rádió, uma estação de rádio universitária de Budapeste, reconstruiu pela primeira vez "um dia completo de transmissão". O conteúdo foi transmitido, ao vivo, via telefone, a partir da mesma sala onde Telefon Hirmondó operou.^